# خوسيه جولييان أكوستا
خوسيه جولييان أكوستا (بالإسبانية: José Julián Acosta)‏ هو صحفي إسباني، ولد في 16 فبراير 1825 في سان خوان في الولايات المتحدة، وتوفي بنفس المكان في 26 أغسطس 1891.